# NGC 2435
NGC 2435 è una galassia a spirale situata nella costellazione dei Gemelli, a una distanza di circa 210 milioni di anni luce dalla nostra Via Lattea.

## Scoperta
La galassia è stata scoperta il 26 ottobre 1786 dall'astronomo britannico di origine tedesca William Herschel.

## Descrizione
NGC 2435 ha una classe di luminosità I e presenta una larga riga a 21 cm dell'idrogeno neutro.